# Hemicloea
Hemicloea Thorell, 1870 è un genere di ragni appartenente alla famiglia Trochanteriidae.

## Distribuzione
Le 13 specie note di questo genere sono diffuse in Oceania: ben 11 di esse sono state reperite in territorio australiano; la H. pacifica è un endemismo delle Isole della Lealtà, mentre la H. tasmani lo è della Tasmania. La specie dall'areale più vasto è la H. sundevalli, rinvenuta in diverse località del Queensland, del Nuovo Galles del Sud e della Nuova Zelanda.

## Tassonomia
Non sono stati esaminati esemplari di questo genere dal 2013.
Attualmente, a settembre 2015, si compone di 13 specie:
1. Hemicloea affinis L. Koch, 1875 — Nuovo Galles del Sud
2. Hemicloea crocotila Simon, 1908 — Australia occidentale
3. Hemicloea limbata L. Koch, 1875 — Nuovo Galles del Sud
4. Hemicloea michaelseni Simon, 1908 — Australia occidentale
5. Hemicloea murina L. Koch, 1875 — Queensland
6. Hemicloea pacifica Berland, 1924 — Isole della Lealtà
7. Hemicloea plumea L. Koch, 1875 — Queensland, Nuovo Galles del Sud, Isola Lord Howe
8. Hemicloea rogenhoferi L. Koch, 1875 — Queensland, Nuovo Galles del Sud, Nuova Zelanda
9. Hemicloea semiplumosa Simon, 1908 — Australia occidentale
10. Hemicloea sublimbata Simon, 1908 — Australia occidentale
11. Hemicloea sundevalli Thorell, 1870[2] — Queensland, Nuovo Galles del Sud, Nuova Zelanda
12. Hemicloea tasmani Dalmas, 1917 — Tasmania
13. Hemicloea tenera L. Koch, 1876 — Queensland, Nuovo Galles del Sud

### Sinonimi
- Hemicloea alacris Dalmas, 1917; posta in sinonimia con H. rogenhoferi L. Koch, 1875 a seguito di uno studio dell'aracnologo Forster del 1979[1].
- Hemicloea celerrima Dalmas, 1917; posta in sinonimia con H. rogenhoferi L. Koch, 1875 a seguito di uno studio dell'aracnologo Forster del 1979.
- Hemicloea plauta Urquhart, 1886; posta in sinonimia con H. rogenhoferi L. Koch, 1875 a seguito di uno studio dell'aracnologo Forster del 1979.

### Specie trasferite
- Hemicloea cineracea L. Koch, 1876; trasferita al genere Morebilus Platnick, 2002, appartenente alla famiglia Trochanteriidae
- Hemicloea fumosa L. Koch, 1876; trasferita al genere Morebilus Platnick, 2002, appartenente alla famiglia Trochanteriidae
- Hemicloea insidiosa Simon, 1908; trasferita al genere Longrita Platnick, 2002, appartenente alla famiglia Trochanteriidae
- Hemicloea longipes Hogg, 1896; trasferita al genere Fissarena Henschel, Davies & Dickman, 1995, appartenente alla famiglia Trochanteriidae
- Hemicloea plagusia (Walckenaer, 1837); trasferita al genere Morebilus Platnick, 2002, appartenente alla famiglia Trochanteriidae
- Hemicloea plana L. Koch, 1875; trasferita al genere Pyrnus Simon, 1880, appartenente alla famiglia Trochanteriidae